# Pankoekstermolen
De Pankoekstermolen (Fries: Pankoekstermûne), ook wel Pannekoekstermolen genaamd, is een maalvaardige poldermolen in de buurtschap Hemert nabij het Friese dorp Witmarsum, dat in de Nederlandse gemeente Súdwest-Fryslân ligt.

## Beschrijving
De Pankoekstermolen staat ongeveer 2,5 km ten oosten van Witmarsum, nabij de Harlingervaart. De molen werd in 1900 gebouwd om (samen met de in 1955 gesloopte molen De Vooruitgang) de ongeveer 700 ha grote Oosthemmerpolder te bemalen. De Pankoekstermolen verving een uit 1817 daterende molen die het jaar ervoor was afgebrand. De nieuwe molen werd uitgerust met zelfzwichting.
In 1967 werd in de Pankoekstermolen een dieselmotor geplaatst. Nadat de molen in 1976 door de bouw van een gemaal tussen Bolsward en Schettens zijn functie verloren had, werd deze weer verwijderd. Bij een in datzelfde jaar voltooide restauratie van de molen werd deze voorzien van het oudhollandse wieksysteem.
Sinds 1977 is de Pankoekstermolen eigendom van de Stichting De Fryske Mole. De molen is op afspraak te bezichtigen. In 2014 is de molen voorzien van een nieuw wiekenkruis waarbij ook de zelfzwichting weer terugkeerde.
Door het Wetterskip Fryslân is de molen in 2006 aangewezen als reservegemaal in geval van wateroverlast.